# Санту-Антоніу-дуз-Олівайш
Санту-Антоніу-дуз-Олівайш (порт. Santo António dos Olivais; МФА: [ˈsɐ̃.tu ɐ̃.ˈtɔ.ni.u duz o.ɫi.ˈvajʃ]) — парафія в Португалії, у муніципалітеті Коїмбра. Розташована в західній частині країни, на теренах історичної португальської провінції Бейра. Входить до складу округу Коїмбра. За адміністративним поділом, чинним до 1976 року, терени парафії були складовою провінції Берегова Бейра. Належить до Коїмбрської діоцезії Католицької церкви. Патрон — святий Антоній. Площа — 19,2733 км². Населення — 38936 ос. (2011). Сильно урбанізований регіон. Густота населення — 2020,2 осіб/км²
. Код — 060318.

## Населення
| Кількість мешканців | Кількість мешканців | Кількість мешканців | Кількість мешканців | Кількість мешканців | Кількість мешканців | Кількість мешканців | Кількість мешканців | Кількість мешканців | Кількість мешканців | Кількість мешканців | Кількість мешканців | Кількість мешканців | Кількість мешканців | Кількість мешканців |
| ------------------- | ------------------- | ------------------- | ------------------- | ------------------- | ------------------- | ------------------- | ------------------- | ------------------- | ------------------- | ------------------- | ------------------- | ------------------- | ------------------- | ------------------- |
| 1864                | 1878                | 1890                | 1900                | 1911                | 1920                | 1930                | 1940                | 1950                | 1960                | 1970                | 1981                | 1991                | 2001                | 2011                |
| 3 646               | 3 941               | 4 504               | 5 127               | 6 060               | 6 288               | 8 762               | 9 419               | 13 189              | 18 015              | 24 416              | 32 268              | 35 807              | 39 516              | 38 936              |

## Спорт
- Коїмбрський міський стадіон